# Turro
Turro  o Thurro fue un líder carpetano que vivió alrededor del 179 a. C. Lo único que conocemos de él nos lo transmite Tito Livio en el párrafo 49 de su Ab Urbe condita libro XL. El contexto histórico en que se cita a Turro es el de la conquista romana de Carpetania en la fase final de la misma cuando las acciones bélicas formaban parte también de la primera guerra celtíbera. Estudios sobre la estructura política de los carpetanos y dicha conquista romana han permitido detallar más profundamente la naturaleza de este personaje histórico y el papel que jugó en su época. Turro es mencionado en el 179 a. C. como padre de varios hijos por lo que probablemente su edad en esa fecha sería de unos cuarenta y cinco años y su nacimiento rondaría el 225 a. C. viviendo durante su infancia la resistencia carpetana frente a los cartagineses.